# 桥西街道 (沙河市)
桥西街道，是中华人民共和国河北省邢台市沙河市下辖的一个乡镇级行政单位。

## 行政区划
桥西街道下辖以下地区：
兴农社区、太西社区、正招村、辛庄村、赵泗水村、兴固村、曹一村、曹二村和曹三村。